# Саркосцифа австрійська
Саркосцифа австрійська (Sarcoscypha austriaca) — сапротрофний сумчастий гриб із родини Sarcoscyphaceae порядку пецицальні. Також відомий як «червона ельфійська чаша».

## Поширення
Вид зустрічається в Європі та на північному сході Північної Америки, де його можна відокремити від Sarcoscypha dudleyi за споровими характеристиками.

## Опис
Гриб зустрічається на мертвих шматках дерева листяних порід поміж мохів та підстилки листя у вологих місцях взимку та ранньою весною.
Плодове тіло має форму чашки 1-5 см шириною, 0,5-2 см заввишки, зсередини червоне, гладка і блискуча, край майже білий. Зовні вкрита пушком із коротких волосків різних відтінків білого та рожевого кольорів. Ніжка до 3 см заввишки, 4-6 мм завтовшки, що звужується донизу. М'якоть біла і пружна з тонким червоним шаром, що вистилає чашку, має приємний грибний запах. Споровий відбиток білий, а спори еліпсоїдні зі сплющеними кінцями і містять кілька крапельок олії. На зовнішній стороні чашки волоски закручені у спіраль. Ці особливості відрізняють вид від досить подібних Sarcoscypha coccinea та Sarcoscypha jurana
Повідомляється, що він росте на мертвій деревині вільхи сірої, видів верби, клена та робінії. Є частиною комплексу видів, що включає Sarcoscypha coccinea та Sarcoscypha dudleyi.
Sarcoscypha austriaca неїстівний.